# 魮鯉
魮鯉（学名：Puntioplites proctozystron）為輻鰭魚綱鯉形目鯉科的一個種，分布於亞洲湄公河、湄南河流域及馬來半島，體長可達30公分，棲息在流速緩慢的溪流、溝渠及水塘，屬雜食性，以昆蟲、藻類及植物等為食，為具經濟價值的食用魚。